# 1893年纽约飓风
1893年纽约飓风（英語：1893 New York hurricane）又名午夜风暴（Midnight Storm），是1893年8月吹袭纽约地区并造成重大破坏的强劲热带气旋。系统起初是中大西洋上空的热带风暴，存在期间大部分时间都是朝西北移动，逐渐达到最大持续风速每小时185公里、最低气压952毫巴（百帕，28.11英寸汞柱）的最高强度。飓风在逼近美国东岸后转向北上，于8月24日吹袭纽约州长岛西部。风暴在深入内陆期间快速消退，最终于次日逐渐消散。
气旋产生高达9.1米的风暴潮，造成严重破坏。许多树木被刮倒，房屋毁于一旦，霍格岛（Hog Island）基本被风暴摧毁，多地受到重大破坏，至少有34人丧生。

## 气象历史
1893年8月15日，中大西洋上空出现热带风暴。气旋总体向西移动并稳步增强成飓风，然后转向西北并逐渐增强，风速于8月18日达到现代萨菲尔-辛普森飓风等级的二级飓风标准。估计接下来几天风暴的持续风速保持在每小时155公里，在此期间从小安的列斯群岛北面较远处洋面经过。气旋略朝北面转向，逐渐逼近美国并于8月22日达到大型飓风标准。风暴最终达到最高风速为每小时185公里，所测最低气压是952毫巴（百帕，28.11英寸汞柱）。
不到一天后，气旋强度回落到二级飓风标准。8月23日早上，风暴中心从距北卡罗莱纳州海岸不足160公里海域经过，哈特拉斯角（Cape Hatteras）受到影响。飓风朝接近正北方向前进，从大西洋城以东不远处掠过新泽西州海岸线，然后减弱成一级飓风。8月23日，风暴同另外三场大西洋飓风同时存在。8月24日，气旋从纽约长岛西部上岸，估计中心登陆时风暴的持续风速为每小时140公里。飓风逐渐北上经过新英格兰并快速减弱，成为热带风暴后不久就转变成温带气旋。8月25日，风暴的温带残留在圣劳伦斯河河口附近完全消散。

## 影响
飓风在大西洋城和纽约产生的风速超过每小时80公里，起初是东北风，之后转为西南风。风暴造成重大破坏，8月25日的《纽约时报》发文称该市狂风肆虐，大量烟囱倒塌。沿海地区的风暴潮高达9.1米，将多幢建筑摧毁。媒体报导认为，这场飓风是历史上对纽约构成破坏最严重的热带气旋之一。风暴基本将位于今长岛海岸以南不远处的霍格岛（Hog Island）完全摧毁，该岛规模在19世纪70年代增至最大，约有1600米长。
纽约市周边约80公里区域灾情最为严重。前后24小时里，该市降下97毫米雨量，刷新单日降雨量纪录。气旋造成数十万美元的损失，城内部分低洼地区被淹，并以沿海情况突出。房屋的屋顶和烟囱被狂风刮落，许多民居和商铺的窗户破损。中央公园有“上百棵名贵树木被连根拔起，到处都是断裂的树枝。”公园内满目疮痍，地上散落有数以千计的死鸟，其中部分是从巢中跌落摔死，还有些是在巢中淹死。一些孩童将死鸟收集起来，显然打算转卖给餐馆。部分船只因狂风搁浅，有些人跌落后死亡。拖有两艘运煤驳船的“豹号”（Panther）拖船失事，17名船员葬身大海，另外三人生还。整场飓风共夺走34条人命。
狂风将电话线路切断，纽约同外界的通讯几乎完全中断。飓风将康尼岛上许多建筑、走道、码头和海滩度假村完全摧毁，布莱顿海滩（Brighton Beach）灾情特别严重。汹涌的海浪席卷内陆，将滨海铁轨冲毁。多幢浴室被气旋吹出很远，希普斯黑德湾（Sheepshead Bay）附近的埃蒙斯大道（Emmons Avenue）遭受重创。更偏东面的格林波特（Greenport）有众多游艇受损或被毁。陆上的玉米作物毁于一旦，果树上的果实跌落。
尚未同纽约合并的布鲁克林有部分房屋被毁，连根拔起的树木将街道阻塞。大面积地区受到破坏，洪水有齐腰高。泽西市所受破坏虽然只达到中等水平，但这场风暴依然是多年来对该市破坏最严重的热带气旋。大风将树木刮倒，当地及包括霍博肯在内的周边地区许多地窖被淹。